# El Diamante, San Andrés Tuxtla
El Diamante är en ort i Mexiko.   Den ligger i kommunen San Andrés Tuxtla och delstaten Veracruz, i den sydöstra delen av landet, 400 km öster om huvudstaden Mexico City. El Diamante ligger 697 meter över havet och antalet invånare är 191.
Terrängen runt El Diamante är bergig. Runt El Diamante är det ganska tätbefolkat, med 139 invånare per kvadratkilometer. Närmaste större samhälle är San Andres Tuxtla, 18,5 km söder om El Diamante. I omgivningarna runt El Diamante växer i huvudsak städsegrön lövskog.